# Luise Risch
Luise Risch (* 28. Dezember 1987 in Köln) ist eine deutsche Schauspielerin.

## Leben
Bereits als Siebenjährige stand Luise Risch für die Fernsehserie Kind und Kegel vor der Kamera. Ihre erste Hauptrolle hatte sie im Jahr 2007 im Spielfilm Von Müttern und Töchtern. Danach spielte Risch eine durchgängige Rolle als Tochter der Hauptfigur in der Fernsehserie Der letzte Bulle. Im Jahr 2012 spielte sie die Hauptrolle in dem Kinofilm Pommes essen. An der Seite des Schauspielers Udo Kier spielte sie 2015 in dem Musikstück It’s Love des Musikprojekts Get Well Soon mit.

## Filmografie
- 1994–1997: Kind und Kegel
- 2007: Von Müttern und Töchtern
- 2008–2011: Die Anrheiner
- 2010–2014: Der letzte Bulle
- 2011: Dann kam Lucy
- 2012: Das Millionen Rennen
- 2012: Pommes essen
- 2016: Die Chefin (Fernsehserie, Folge Oktoberfest)
- 2016: Heldt (Fernsehserie, Folge Interne Ermittlung)
- 2017: Rentnercops (Fernsehserie, Folge Engel 07)
- 2020: Kroymann (Satiresendung, Folge 11)
- 2023: SOKO Köln (Fernsehserie, Folge Das Trüffelschwein)
- 2025: WaPo Duisburg (Fernsehserie, Folge Abschied einer Junggesellin)